# 無情に流れる時間
「無情に流れる時間」（むじょうにながれるとき、原題: The Girl Who Waited）は、イギリスのSFドラマ『ドクター・フー』の第6シリーズ第10話。トム・マクレーが脚本、ニック・ハランが監督を担当し、2011年9月10日に BBC One とBBCアメリカで初放送された。
本作では、異星人のタイムトラベラー11代目ドクター（演:マット・スミス）が彼のコンパニオンのエイミー・ポンド（演:カレン・ギラン）と彼女の夫ローリー・ウィリアムズ（演:アーサー・ダーヴィル）を観光地惑星アパラパチアに連れて行く。しかしアパラパチアでは2つの心臓を持つ種族に対してのみ致命的な疫病チェン7が蔓延しており、エイミーは偶然ドクターとローリーからはぐれ、疫病感染者の最期を遺族が看取れるよう時の流れを加速した部屋に入ってしまい、彼らの助けが来るまで36年間を別の時間軸で過ごしてしまう。36年後のエイミーはドクターに不信感を抱き、心臓が2つあるゆえにターディスに残らなくてはならないドクターと、彼の代わりにやって来たローリーによる過去の自分の救出を拒む。
36年後のエイミーはギラン自身が演じ、老けたように見せるため装身具が用いられた。本作は限られた予算の下で撮影されたエピソードで、マクレーは主なセットを全て白色にすることを決めた。「無情に流れる時間」はイギリスで760万人の視聴者を獲得し、批評家から肯定的にレビューされた。

## 連続性
本作の原題 "The Girl Who Waited" は、「11番目の時間」でエイミーが合計14年間ドクターの帰還を待っていたことを反映している。医療施設の設備を表示する際、インターフェイスは惑星クロムのディスニーランドの複製があると発言する。惑星クロムは第2シリーズ「エルトン君の大冒険」でスイコロリン（アブゾーバロフ）の故郷かつラキシコリコファラパトリアス星の兄弟星として初めて言及され、第4シリーズ「盗まれた地球」では地球と同様にダーレクに惑星ごと拉致されていた。

## 製作

### 脚本

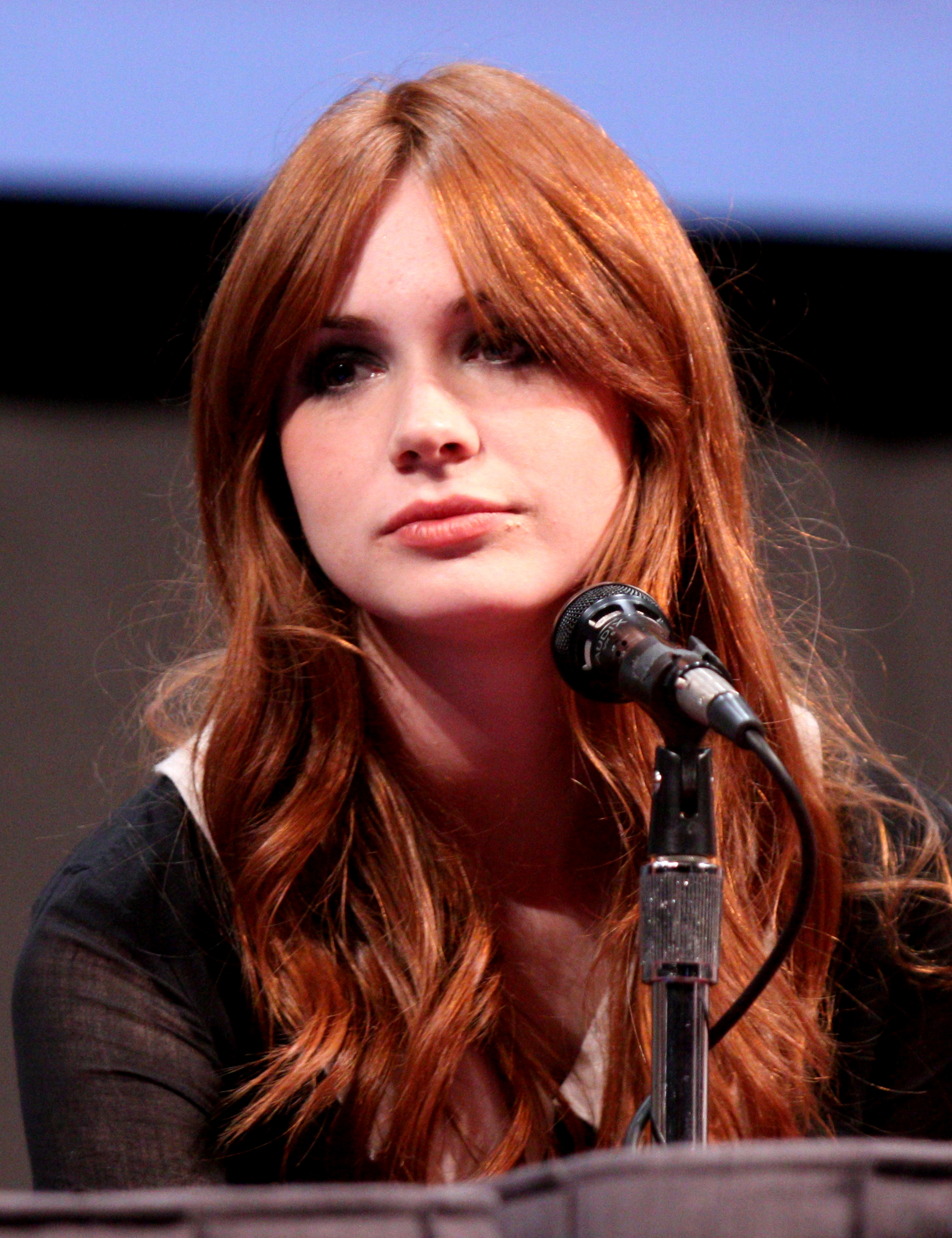
カレン・ギランはエイミー・ポンドの36年後の姿を演じることに志願した。

本作の脚本家トム・マクレーは、『ドクター・フー』では以前サイバーマンの再登場を描いた二部作「サイバーマン襲来」「鋼鉄の時代」を執筆していた。サイバーマンの再登場という条件で当該作のシナリオには制限かかかっていたため、本作では望むことを何でもできるという好機をマクレーは喜んだ。マクレーは完成した台本を誇り、"これまでに最も成就した構想の1つ"だとした。エピソードのオリジナルタイトルは "The Visitors' Room" であったが、"Visiting Hour" やさらに "Kindness" に変更された。ある時点では "The Green Anchor" と名付けられていたと報告されていたが、そのような事実はなかった。"The Girl Who Waited" は「11番目の時間」でエイミーがドクターの帰還を12年間待っていたことを反映している。エグゼクティブ・プロデューサーのベス・ウィリス曰く、ローリーがこれまで出会った中でどれほど最も美しい男性であるかについてエイミーが語るシーンは、それがそのまま最終バージョンとなった。
「無情に流れる時間」はドクター役の俳優に多くの撮影が必要とされない、すなわち "Doctor lite" なエピソードとしてデザインされた。このシステムは製作スケジュールの都合により第2シリーズ「エルトン君の大冒険」に端を発し、第3シリーズ「まばたきするな」などにも引き継がれた伝統である。ドクターはいつもある程度神話的な存在でなくてはならずキャラクターを掘り下げるには制約がある、と考えるマクレーは、エイミーとローリーのキャラクターと彼らの過去の掘り下げを楽しんだ。台本の草案の1つでは、ローリーと2人のエイミーがターディスに駆ける終盤地殻のシーンにローリーはおらず、彼はレンズ越しに様子を見ているだけであった。また、手を斬られたハンドボットが独力で歩き続けるシーンもあった。「無情に流れる時間」は限られた予算の下で製作されており、マクレーはセットを全体的に白色に統一するように「大きな白い箱」と書いた。彼は映像化されたものを見た際にその手法に喜び、全てを白色にすることで興味深いビジュアルのセンスが加えられたと感じた。

### キャスティング
元々36年後のエイミーは別の女優が演じることが考えられていたが、カレン・ギランが装身具を着けて36年後の姿を演じることに志願し、ギランが両方のキャラクターを演じる方が良いということで決定された。ギランは危険な環境に置き去りにされて変貌したキャラクターを演じるため、声のコーチと動作のコーチの下でそれぞれを学び、普段と違うボディランゲージや声域および態度を生み出した。また、彼女は体の動きに合うパッドを装着しており、メイクにも数時間を費やしたという。

## 放送と反応
「無情に流れる時間」は2011年9月10日にイギリスの BBC Oneとアメリカ合衆国のBBCアメリカで初放送された。BBC One での当夜の視聴者数は600万人に達し、前話「小さき者からのSOS」から50万人増加した。放送翌日に報じられた通り、BBC iPlayer でも1位を獲得し、後に9月の iPlayer チャートでも1位に躍り出た。視聴者数の最終合計値は160万人のタイムシフト視聴者が加算され、「小さき者からのSOS」から53万人増加した760万人に上った。Appreciation Index は85を記録した。
日本では『ドクター・フー ニュー・ジェネレーション』第2シリーズとして2016年8月から第6シリーズのレギュラー放送がAXNミステリーにて始まり、「無情に流れる時間」は9月1日午後11時5分から前話「小さき者からのSOS」に続いて放送された。

### 批評家の反応
本作は批評家から称賛を受けた。ガーディアン紙のダン・マーティンは「シリーズ史上最も涙を誘う不意打ち」を含むと述べ、「サイケデリックな前提が登場人物に輝くチャンスを与えている」とコメントした。彼は36年後のエイミーとしてのカレン・ギランの違う演技と、第5シリーズから彼女の演技力が向上していることを称賛した。マーティンは後に本作を「クソ完璧に近いエピソード」と呼び、当時未放送だった「ドクター最後の日」を除く第6シリーズのエピソードで最高のものに位置付けた。デイリー・テレグラフのギャヴィン・フラーは本作に4つ星をつけ、マクレーの予算問題を克服する能力と、「逃れることのできない悲しみの源泉を提供する、極めて強力で感動的なドラマ」を提供する技量を絶賛した。彼は36年後のエイミーについて「技術的才能はわずかにあり得ないように見えた」と指摘したが、「ギランの演技力により些末な誤魔化しは省かれていた」と述べた。
インデペンデント紙のニーラ・デブナスは、「いつも時間を改ざんすることを批判する者はこのエピソードを好まないだろう」と述べた上で、「タイムパラドックスと、そのパラドックスにより引き起こされる仮説的な道徳的ジレンマの面では、本作はとても面白い」と述べた。彼女はローリーのキャラクターが発達していることと、『ドクター・フー』の以前のキャラクターでは見られなかった三人組の原動力、そしてコメディを絶賛した。また、施設の庭園のセットについては「豪華絢爛で視覚的に嬉しいものだ」とした。IGNのマット・リズレイは本作に10点満点で8.5点をつけ、マクレーが複雑なタイムトラベルの物語から離れたこと、そして代わりに「エイミー・ポンドのシンプルだが爽やかに新しい吟味」を与えたことを絶賛した。また、彼はクライマックスにおけるカレン・ギランの演技と監督ニック・ハランも称賛した。しかし、彼はタイムトラベルのルールに関しては本作が怪しいと批判し、"お喋り"により話のテンポが悪くなっていたとも指摘した。SFX誌のニック・セッチフィールドは本作に5つ星をつけ、3人の演技とハランを絶賛した。ラジオ・タイムズのパトリック・マルケーンはマクレーの考案した会話について「美しく機能し、そしてカレン・ギランとアーサー・ダーヴィルにより完璧になった」と称賛した。また、彼は36年後のエイミーとしてのギランのメイクも良い仕事をしたとコメントし、その巧妙さを絶賛したが、髪の毛も切るか灰色にすればよかったとも述べた。
The A.V. Club のクリストファー・バンは本作にあまり肯定的ではなく、B-と評価した。彼はエイミーが置き去りにされる冒頭のシーンの会話を魅力的だと称賛したが、本当に没入することなく説明の巧妙さを楽しんでいることに気付いた。彼は時間移動がどのように発動したかに困惑し、問題が軽微すぎてエピソード全体を貫けていないと考え、さらにエイミーが置き去りにされたこととローリーへの愛が引き出せないままだったとも指摘した。彼は Spece and Time で描かれた2人のエイミーの方が見ていて面白かったと思ったほか、本作がエイミーとローリーについて何も明らかにしていないと感じた。しかし、彼はドクターがせざるを得なかった決断については、その演じられ方を称賛した。
「無情に流れる時間」は2012年ヒューゴー賞映像部門短編部門にノミネートされたが、受賞はニール・ゲイマンによるエピソード「ハウスの罠」に譲った。